# Liste der denkmalgeschützten Objekte in Neustift bei Güssing
Die Liste der denkmalgeschützten Objekte in Neustift bei Güssing enthält die denkmalgeschützten, unbeweglichen Objekte der Gemeinde Neustift bei Güssing.

## Denkmäler
| Foto |                 | Denkmal                                                           | Standort                                                  | Beschreibung | Metadaten |
| ---- | --------------- | ----------------------------------------------------------------- | --------------------------------------------------------- | --- | --- |
| ja   | Datei hochladen | Kath. Filialkirche hl. Anton HERIS-ID: 31708 Objekt-ID: 28692     | Standort KG: Neustift bei Güssing                         | Die Kirche wurde 1945–1950 von Baumeister Josef Gepperth errichtet und orientiert sich an den Kirchenbauten der 1930er-Jahre. | BDA-Hist.: Q37943900 Status: § 2a Stand der BDA-Liste: 2025-06-30 Name: Kath. Filialkirche hl. Anton GstNr.: 2107 Kath. Filialkirche hl. Anton (Neustift bei Güssing) |
| ja   | Datei hochladen | Ehem. röm. kath. Schule HERIS-ID: 31710 Objekt-ID: 28694seit 2012 | Neustift bei Güssing 30 Standort KG: Neustift bei Güssing | | BDA-Hist.: Q37943910 Status: Bescheid Stand der BDA-Liste: 2025-06-30 Name: Ehem. röm. kath. Schule GstNr.: 198                                                       |